# Kartause Marienburg

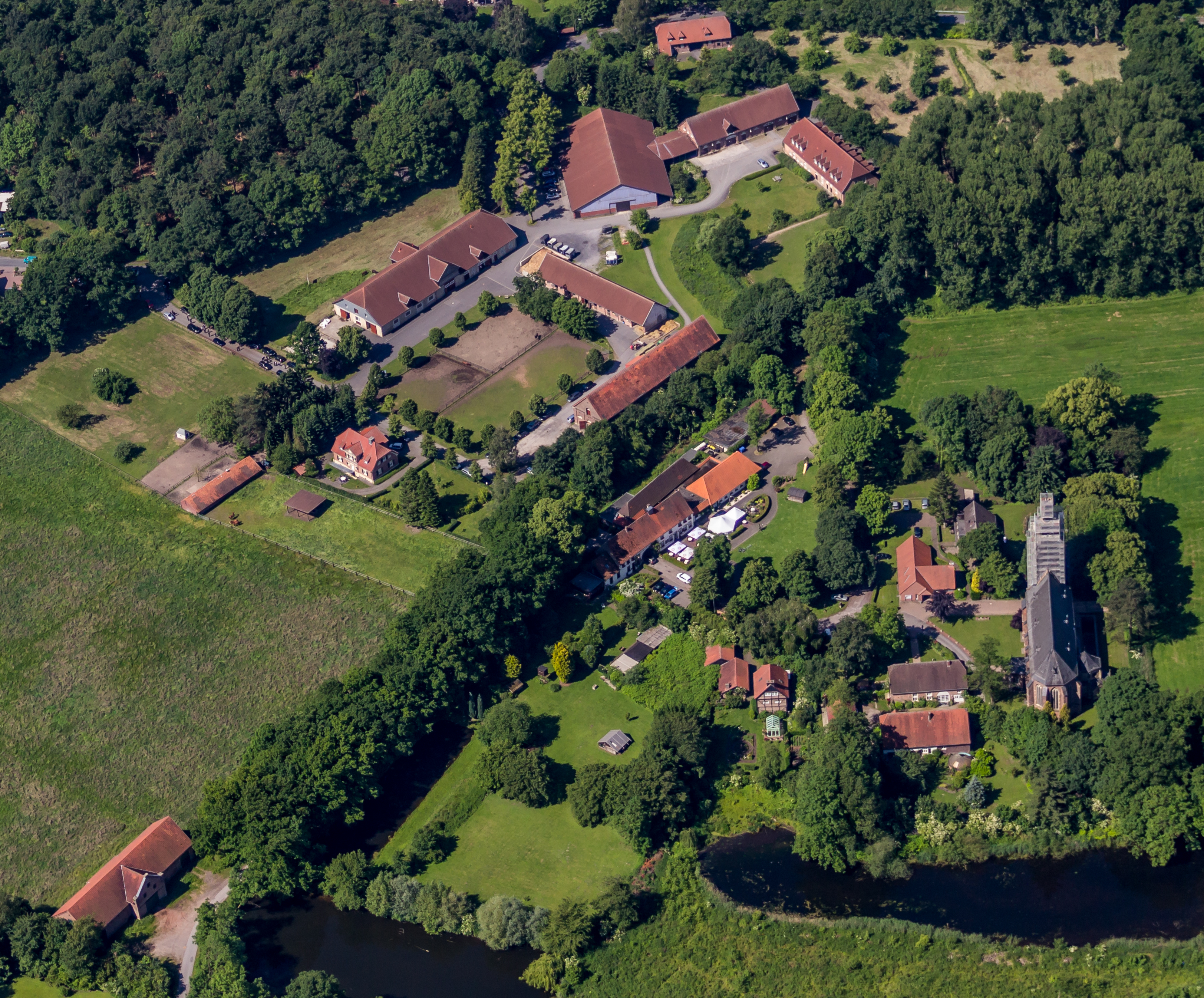
Luftbild (2014)

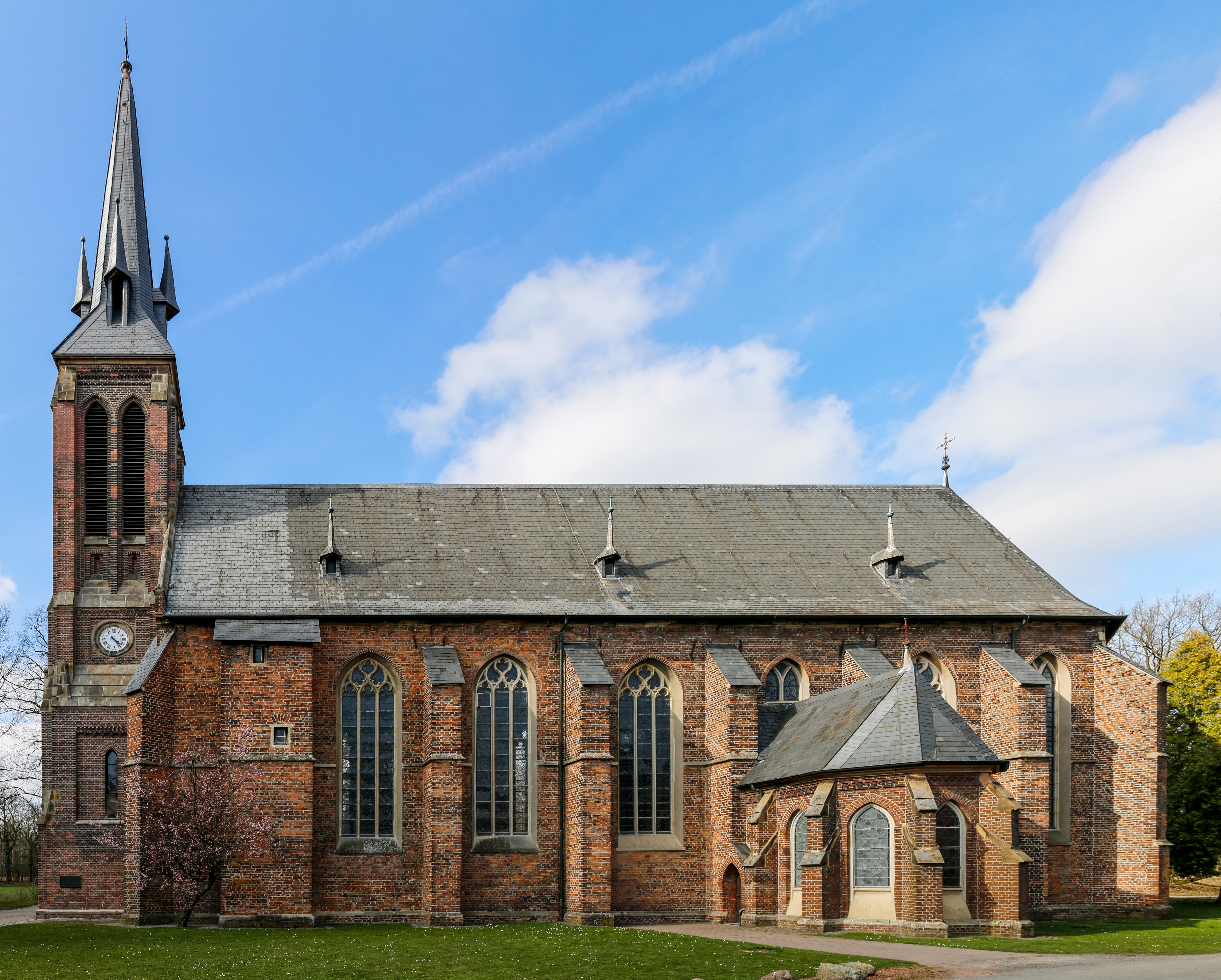
Ehemalige Klosterkirche St. Jakobus

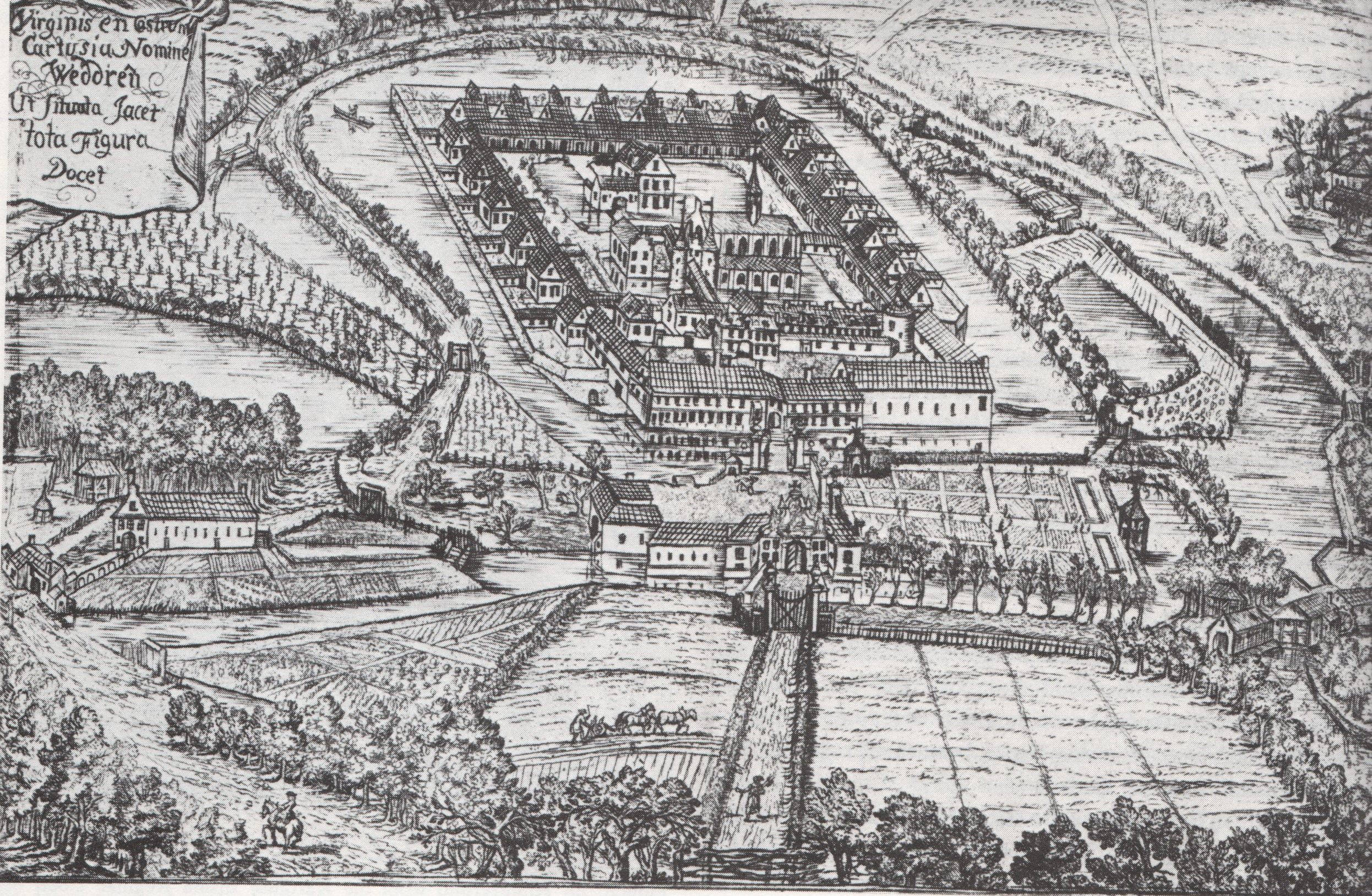
Skizze der Kartause um 1739

Die Kartause Marienburg in der Bauerschaft Weddern im Ortsteil Kirchspiel bei Dülmen wurde 1476/77 gegründet und bestand bis 1804. Sie war die einzige Kartause in Westfalen. Die denkmalgeschützte Klosterkirche St. Jakobus d. Ä. dient heute als Pfarrkirche. Die weitere Klosteranlage ist heute Teil des Anna-Katharinenstiftes Karthaus, in dem Menschen mit Behinderung leben und in den Werkstätten Karthaus Arbeit finden.

## Geschichte
Die Klosteranlage entstand am Ort einer Burg, die durch die 1170 erstmals erwähnten Ritter von Weddern errichtet wurde. Die Burg war zuerst ein Lehen der Johanniterkommende Steinfurt und ab 1294 des Bistums Münster. 1371 wurde die Burg an Bernhard von Merveldt übertragen, nach 1420 gelangte sie durch Heirat an die Herren von Keppel. 
Nachdem der Sohn und Erbe des Ritters Gerhard von Keppel im Zusammenhang mit der Belagerung von Neuss 1475 gefallen war, stellte der Vater seine Burg Weddern und die zugehörigen Besitzungen für die Einrichtung einer Kartause zur Verfügung. Gerhard von Keppel dürfte als Erbmarschall der Herzöge von Kleve die Kartause bei Wesel gekannt haben. Bestärkt in dieser Absicht wurde er dabei von Hermann von Langen, der Domdechant im Domkapitel Münster war. Ohne dessen Unterstützung und die anderer Domherren wäre die Stiftung kaum zu Stande gekommen. 
Gerhard von Keppel versprach 1476, den Kartäusern auf seinem Besitz eine Kartause für einen Prior und zwölf Mönche zu gründen. Im Jahr 1477 wurde die Kartause von den ersten Mönchen bezogen. Diese kamen aus Wesel. Im selben Jahr wurde mit dem Bau der Klosterkirche begonnen. Die Frau und die Töchter des Stifters waren Nonnen geworden. Er selbst lebte wie ein Mönch in der neuen Kartause bis zu seinem Tod 1478. Seine unehelichen Söhne und andere Verwandte versuchten in der Folge vergebens, den Besitz zurückzuerhalten. 
Hermann von Langen und andere Domherren spielten eine wichtige Rolle, die Gründung zu erhalten. Neben dem ursprünglichen Stifter wurde die Entstehung durch weitere Spender gefördert. Kleriker aus Münster finanzierten die ersten Zellen. Gerade viele Domherren taten sich als Spender hervor. Auch Kleriker aus der Umgebung der Kartause spendeten für die Einrichtung. Daneben traten Adelige aus dem westlichen Münsterland als Spender hervor. 
Die wirtschaftliche Basis bildeten ein umfangreicher Grundbesitz und Zehntrechte. Einkünfte aus Kapitalien waren recht gering. Bis auf einige Teiche für die Fischzucht spielte eine landwirtschaftliche Eigenwirtschaft keine Rolle. 
Die Zahl der gebauten Zellen lag im 16. Jahrhundert bei über zwanzig. Tatsächlich dürfte die Zahl der Bewohner meist bei zwölf Mönchen und dem Prior gelegen haben. Insgesamt lassen sich von der Gründung bis zur Aufhebung 215 Mönche nachweisen. Davon haben 135 die Profess in Weddern erhalten, und weitere 80 aus anderen Kartausen lebten dort als Gäste. Deutlich niedriger ist die nachweisbare Zahl der Laienbrüder mit 80 Personen. Die meisten Mönche kamen aus der Stadt Münster. Weitere kamen aus anderen Teilen des Münsterlandes und Westfalen insgesamt. 
Die Geschichte des Klosters wurde von äußeren Einflüssen belastet. In der ersten Hälfte des 16. Jahrhunderts hatte das Kloster tausend Gulden für eine Türkensteuer zu zahlen, was die Gemeinschaft finanziell überforderte. Zwischen 1588 und 1596 wurde die Kartause mehrfach Ziel von Übergriffen durch spanische und niederländische Soldaten im Zusammenhang mit dem Achtzigjährigen Krieg. Es kam zur Plünderungen der Kirche und zur Zerstörung der Anlage. Zeitweise mussten die Mönche flüchten. Ähnlich war die Situation während des Dreißigjährigen Krieges, als die Mönche nach Dülmen oder Münster fliehen mussten.   
Insgesamt blieb die Klosterdisziplin hoch. Nur einzelne individuelle Verstöße sind nachweisbar. Aber einen Niedergang, wie er aus vielen anderen Klöstern bekannt ist, gab es nicht. Der Strenge waren indes nicht alle Mönche gewachsen. Einige zerbrachen daran. Es kam zu vereinzelten Fluchtversuchen und zu psychischen Erkrankungen. 
Über das geistliche und geistige Leben ist nur wenig bekannt. Die Klosterbibliothek scheint wenig bemerkenswert gewesen zu sein. Literarisch traten die Mönche nur wenig hervor. Meist waren es Mönche aus anderen Konventen, die als Gäste in Weddern lebten, die Schriften veröffentlichten. Wenn einmal ein einheimischer Mönch etwas schrieb, kamen die Anregungen dazu meist von außerhalb. Als Künstler tat sich Judocus Vredis hervor, der schließlich Prior wurde. Er war nicht nur Buchmaler, sondern stellte auch religiöse Kunstwerke aus Ton her. 
Ab Mitte des 18. Jahrhunderts hatte die Kartause erhebliche wirtschaftliche Schwierigkeiten. Hinzu kam, dass die Zahl der Novizen nachließ. Der letzte Neueintritt erfolgte 1784. Die Gemeinschaft war bereits stark zusammengeschmolzen, als der neue Landesherr der Grafschaft Dülmen Auguste Philippe Herzog von Croÿ mit einem gewissen Bedauern und mit päpstlicher Erlaubnis die Einrichtung auflöste.
Ab 1921 entstand das Anna-Katharinenstift Karthaus, das zunächst als Schutzheim für sittlich gefährdete, verwahrloste und der Unzucht verfallene Frauen und Mädchen gegründet wurde. Namenspatronin war Anna Katharina Emmerick; den Namen erhielt das Stift von Augustiner-Mönchen, die viele Jahre die Seelsorge und geistliche Betreuung des gegründeten Stifts leisteten. In der Folge wurden auch Mädchen und Frauen mit Behinderung aufgenommen und betreut. Ab 1989 wurden auch männliche Betroffene aufgenommen und betreut.

## Bauten
Als Kern der Kartause diente die Wasserburg Weddern. Das neu errichtete Klausurgebäude, eine für den Orden typische Vierseitanlage, ließ in ihrem Innenhof die alte Burganlage mitsamt der Gräfte weiterbestehen. Das Torhaus der Burg wurde weiterverwendet und existiert in veränderter Form noch heute. Kurz nach der Klostergründung begann der Kirchenbau an der Stelle einer älteren Burgkapelle auf der Vorburginsel. Der Bau wurde zwischen 1487 und 1510 eingewölbt. Noch 1571 war der Bau nicht vollendet. Die Anlage wurde Ende des 16. Jahrhunderts durch Kriegseinwirkungen stark beschädigt. Der Bau des großen Kreuzgangs mit den Einzelzellen der Mönche wurde Anfang des 17. Jahrhunderts errichtet. 
Nach der Säkularisation wurden bis 1825 die meisten Baulichkeiten mit Ausnahme der Klosterkirche und einiger Nebenbauten abgebrochen. Dabei wurden auch die Reste der Burg beseitigt und die Gräften zugeschüttet. Die Kirche dient seither als Pfarrkirche St. Jakobus. Im Jahr 1872 wurden ein Turm, eine Sakristei und eine Grablege der Herzöge von Croÿ neu erbaut und die Kirche im neogotischen Stil erweitert. 
Bei der Kirche handelt es sich um eine Saalkirche mit Rippengewölbe aus Bruchsteinen. Sie hat sechs schmale Joche und einen 5/8 Chorabschluss. Teilweise waren die Mauern durch glasierte Ziegel gemustert. Früher besaß der Bau einen Dachreiter. Im Westen gibt es einen rechteckigen Treppenturm, der als Aufgang zur Empore dient. Ungewöhnlich für eine Kartäuserkirche ist der Lettner, der den Bereich der Mönche von dem der Laienbrüder trennte. Dieser wurde im 18. Jahrhundert durch ein Eisengitter ersetzt. 
Die Kartause war LWL-Denkmal-des-Monats im Dezember 2015.